# Енисейский фанерный комбинат
Енисейский фанерный комбинат (ЕФК) — одно из наиболее крупных предприятий России в области деревообработки.

## История

### Строительство
Проект фанерного завода был представлен правительству Красноярского края в 2006 году с целью реализации инвестиционного проекта строительства предприятия по глубокой переработке древесины в Сосновоборске. 
В январе 2007 года собственники ООО «Енисейский фанерный комбинат»  приобрели у ОАО «Красноярский завод прицепной техники» промышленную площадку —производственные и подсобные корпуса общей площадью около 260 тыс. кв. м, подъездные железнодорожные пути, электрическую подстанцию и другую инфраструктуру. Общая площадь земельного участка, на котором расположены структуры комбината составляет 75 га.
В феврале 2008 года предприятие было включено в перечень приоритетных инвестиционных проектов в области освоения лесов, но в связи с изменениями в проекте, сроках строительства и объемах финансирования в апреле 2013 года был подтвержден приоритетный статус с обновленными данными проекта. 
Летом 2008 года началось строительство предприятия. Среди причин такого переноса сроков — и влияние кризиса 2008-2009 годов, и сложности с финансированием проекта, связанные с изменением позиции основного инвестора.
Новое деревообрабатывающее предприятие было запущено 27 мая 2011 года.

### Производство
Проектная мощность предприятия рассчитана на производство 350 тыс. куб. м фанеры и 100 тыс. куб. м шпона ежегодно. После выхода комбината на проектную мощность на предприятии будет создано более 600 рабочих мест. Завод оснащен современным оборудованием. В состав комбината входят свободные цеха, подъездные железнодорожные пути, инженерные сети и сооружения.
Комбинат сертифицирован на соответствие международным требованиям Лесного попечительского совета (FSC) по схеме  (сертификация цепочки поставок). Предприятие закупает FSC сертифицированный фанерный кряж, отделяет древесину от несертифицированной и использует ее для производства щепы, листов шпона и фанеры.
Предприятие производило шпон и фанеру как из хвойных пород древесины — сосны, ели и пихты, так и из лиственных пород, топливные брикеты типа RUF из древесных опилок без добавления связующих веществ. Брикеты горят ровным пламенем, сохраняют стабильно высокую температуру горения в течение 1—1,5 часа, а в режиме тления горят до 5 часов. Подходят к любым твердотопливным котлам, печам, каминам и топкам всех видов. На внутренний рынок поставлялось около 80 % готовой продукции Енисейского комбината, в страны Европы и СНГ — 20 % от общего объема изготавливаемой фанеры.
По последним данным компании, на полную мощность комбинат должен выйти в 2012 году.

### Закрытие
Деятельность Енисейского фанерного комбината в городе Сосновоборск была приостановлена Роспотребнадзором. 
Как сообщила пресс-служба ведомства, в ходе административного расследования в отношении ООО «Енисейский фанерный комбинат» управлением Роспотребнадзора по Красноярскому краю установлено «превышение предельно допустимой концентрации уровня миграции в воздушную среду метанола и формальдегида выпускаемой продукции» (фанеры общего назначения с наружным слоем из шпона хвойных пород марки ФСФ).
«Поскольку превышение гигиенических нормативов, соблюдение которых обеспечивает отсутствие прямого или косвенного влияния на здоровье человека, представляет опасность для здоровья  неопределенного круга лиц, управление Роспотребнадзора обратилось в суд с иском в порядке статьи 1065 Гражданского Кодекса РФ. Сосновоборский городской суд решил приостановить деятельность предприятия и реализацию его продукции до устранения нарушений. Решение суда вступило в законную силу.
Работникам Енисейского фанерного комбината в скором времени выплатят зарплату. Об этом сообщает пресс-служба прокуратуры Красноярского края.
За время своей деятельности у предприятия накопились долги по зарплатам в размере почти 25 млн руб. Недавно имущество комбината было продано по стоимости 554,5 млн руб. По закону, в первую очередь необходимо будет погасить долги по зарплате перед десятками рабочих, их просят откликнуться. Инвестиции  в комбинат, открывшийся в 2009 году, составили около 15 млн долл.
В ноябре 2014 года ООО «Енисейский фанерный комбинат» было признано банкротом. Новым владельцем производственных активов стало ООО «Красфан».

## Примечание
1. ↑  Енисейский фанерный комбинат. basys.su. Дата обращения: 7 июня 2020. Архивировано 7 июня 2020 года.
2. ↑  Енисейский фанерный комбинат, Красноярск - Деловой квартал. krasnoyarsk.dk.ru. Дата обращения: 7 июня 2020. Архивировано 7 июня 2020 года.
3. ↑  Google. www.google.com. Дата обращения: 7 июня 2020. Архивировано 19 марта 2018 года.
4. ↑  ЕФК снимает стружку // Коммерсантъ. Архивировано 7 июня 2020 года.
5. ↑  Деятельность Енисейского фанерного комбината приостановлена. krsk.aif.ru (10 ноября 2014). Дата обращения: 7 июня 2020. Архивировано 7 июня 2020 года.
6. ↑  Работу «Енисейского фанерного комбината» приостановили из-за формальдегида в продукции. newslab.ru. Дата обращения: 7 июня 2020. Архивировано 7 июня 2020 года.
7. ↑  Имущество Енисейского фанерного комбината продали: отдадут долги по зарплате. ngs24.ru (13 октября 2016). Дата обращения: 7 июня 2020. Архивировано 7 июня 2020 года.